# Analytarcha trissoleuca
Analytarcha trissoleuca är en fjärilsart som beskrevs av Turner 1926. Analytarcha trissoleuca ingår i släktet Analytarcha och familjen äkta malar. Inga underarter finns listade i Catalogue of Life.